# ИСУ-122-3
ИСУ-122-3 (ИСУ-122БМ, Объект 251) — опытная советская тяжёлая самоходно-артиллерийская установка (САУ) периода Великой Отечественной войны. Индекс 122-3 означает калибр основного вооружения машины и третью опытную модификацию базового варианта САУ ИСУ-122; в альтернативном наименовании буквы БМ означают орудие большой мощности по сравнению с базовым вариантом.
Эта боевая машина была разработана конструкторским бюро опытного завода № 100 летом 1944 года под руководством Жозефа Яковлевича Котина, главного конструктора отечественных тяжёлых танков и САУ того времени. Поводом для создания САУ стало правительственное задание по установке на самоходную базу 122-мм пушек повышенной мощности по сравнению со штатным орудием Рабоче-крестьянской Красной армии (РККА) этого типа и калибра (122-мм пушка образца 1931/37 годов (А-19)). ИСУ-122-3 была получена из опытной САУ Объект 249 (прототип ИСУ-122С) путём замены 122-мм пушки Д-25С на пушку С-26-1 того же калибра. Орудие С-26-1 было разработано в Центральном артиллерийском конструкторском бюро Народного комиссариата вооружений (ЦАКБ НКВ) под руководством Василия Гавриловича Грабина и имело одинаковую баллистику с орудием БЛ-9, которое устанавливалось на предыдущий опытный вариант САУ со 122-мм пушкой большой мощности ИСУ-122-1.
В ноябре 1944 года начались полигонные испытания ИСУ-122-3, которые окончились неудачей: ствол пушки С-26-1 показал неудовлетворительную живучесть при стрельбе (ранее та же участь постигла и БЛ-9).
Помимо низкой живучести ствола были отмечены ненадёжная работа дульного тормоза, теснота в боевом отделении, плохая обзорность с рабочего места командира САУ, недостаточность прицела СТ-18 — из-за своей малой кратности он обеспечивал ведение огня на дистанции не более 1,5 км. Длинный вылет ствола САУ (свыше 4,8 м) утыкался в грунт при передвижении при пересечённой местности и значительно ухудшал возможности установки по преодолению препятствий и маневрированию в узких местах. Новый ствол с устранёнными недостатками был изготовлен только к июню 1945 года, и в связи с окончанием Великой Отечественной войны планируемые повторные испытания ИСУ-122-3 были отменены. Установка не принималась на вооружение РККА и серийно не производилась, на ней были закончены экспериментальные работы по оснащению САУ серии ИСУ орудиями большой мощности. Опытный образец ИСУ-122-3 не уцелел до настоящего времени.

## Описание конструкции
ИСУ-122-3 имела ту же компоновку, что и все другие серийные советские САУ того времени (за исключением СУ-76). Полностью бронированный корпус был разделён на две части. Экипаж, орудие и боезапас размещались впереди в броневой рубке, которая совмещала боевое отделение и отделение управления. Двигатель и трансмиссия были установлены в корме машины.

### Броневой корпус и рубка
Броневой корпус самоходной установки сваривался из катаных броневых плит толщиной 90, 75, 60, 30 и 20 мм; его лобовая часть корпуса представляла собой броневую отливку. Броневая защита дифференцированная, противоснарядная. Броневые плиты рубки устанавливались под рациональными углами наклона. Основное вооружение — 122-мм пушка С-26-1 — монтировалась в установке рамного типа справа от осевой линии машины. Противооткатные устройства орудия защищались неподвижным литым броневым кожухом и подвижной литой бронемаской.
Три члена экипажа располагались слева от орудия: впереди механик-водитель, затем наводчик, и сзади — заряжающий. Командир машины и замковый находились справа от орудия. Если экипаж состоял из четырёх человек, функции заряжающего выполнял замковый. Высвободившееся место могло быть использовано для размещения дополнительного боекомплекта. Посадка и выход экипажа производились через прямоугольный двухстворчатый люк на стыке крышевого и заднего листов броневой рубки и через круглый люк справа от орудия. Круглый люк слева от орудия не предназначался для посадки-выхода экипажа, он требовался для вывода наружу удлинителя панорамного прицела. Корпус также имел днищевой люк для аварийного покидания экипажем самоходки и ряд мелких лючков для погрузки боекомплекта, доступа к горловинам топливных баков, другим узлам и агрегатам машины.

### Вооружение
Основным вооружением ИСУ-122-3 являлась пушка С-26-1 калибра 121,92 мм. Орудие монтировалось в рамке на лобовой бронеплите рубки и имело вертикальные углы наводки от −1° до +14°, сектор горизонтальной наводки составлял 12° (3° влево и 9° вправо). Уравновешивание качающейся части орудия в цапфах осуществлялось путём прикрепления грузов к неподвижной части ограждения пушки. Пушка оснащалась устройством продувки канала ствола сжатым воздухом после выстрела. Дальность прямого выстрела — 1300—1500 м по цели высотой 2,5—3 м, дальность выстрела прямой наводкой — 5 км, наибольшая дальность стрельбы — 16 км, практическая скорострельность составляла 1,5—1,8 выстрелов в минуту. Выстрел производился посредством электрического или ручного механического спуска. От орудия БЛ-9 пушка конструкции ЦАКБ отличалась конструкцией затвора — вместо ручного поршневого она имела полуавтоматический горизонтальный клиновый и ряда других менее важных устройств. Визуально эти орудия можно отличить по дульному тормозу у С-26-1, который отсутствовал у БЛ-9.
Боекомплект орудия составлял 25 выстрелов раздельного заряжания. Снаряды укладывались вдоль обоих бортов рубки, заряды — там же, а также на днище боевого отделения и на задней стенке рубки. Выстреливаемый из орудия С-26-1 бронебойный снаряд массой 25 кг имел начальную скорость в 1007 м/с, что на 200 м/с превосходило аналогичный показатель пушки А-19. Однако оснащение штатной пушки А-19С подкалиберным бронебойным снарядом вполне позволило бы получить сравнимые с С-26-1 результаты по бронепробиваемости; это было сделано в послевоенное время, и надобность в 122-мм орудии с баллистикой БЛ-9 отпала.
Для самообороны экипаж имел два автомата (пистолет-пулемёта) ППШ или ППС с боекомплектом 497 патронов (7 дисков) и 25 ручных гранат Ф-1.

### Двигатель
ИСУ-122-3 оснащалась четырёхтактным V-образным 12-цилиндровым дизельным двигателем В-2-ИС мощностью 520 л. с. (382 кВт). Пуск двигателя обеспечивался инерционным стартером с ручным и электрическим приводами или сжатым воздухом из двух резервуаров в боевом отделении машины. Электроприводом инерционного стартера являлся вспомогательный электродвигатель мощностью 0,88 кВт. Дизель В-2ИС комплектовался топливным насосом высокого давления НК-1 с всережимным регулятором РНК-1 и корректором подачи топлива. Для очистки поступающего в двигатель воздуха использовался фильтр типа «Мультициклон». Также в моторно-трансмиссионном отделении устанавливались подогревающие устройства для облегчения пуска двигателя в холодное время года. Они также могли быть использованы для подогрева боевого отделения машины. ИСУ-122-3 имела три топливных бака, два из которых располагались в боевом отделении, и один — в моторно-трансмиссионном. Самоходка также оснащалась четырьмя наружными дополнительными топливными баками, не связанными с топливной системой двигателя.

### Трансмиссия
САУ ИСУ-122-3 оснащалась механической трансмиссией, в состав которой входили:
- многодисковый главный фрикцион сухого трения «стали по феродо»;
- четырёхступенчатая коробка передач с демультипликатором (8 передач вперёд и 2 назад);
- два бортовых двухступенчатых планетарных механизма поворота с многодисковым блокировочным фрикционом сухого трения «сталь по стали» и ленточными тормозами;
- два двухрядных комбинированных бортовых редуктора.

### Ходовая часть
Подвеска у ИСУ-122-3 индивидуальная торсионная для каждого из 6 цельнолитых двускатных опорных катков малого диаметра по каждому борту. Напротив каждого опорного катка к бронекорпусу приваривались ограничители хода балансиров подвески. Ведущие колёса со съёмными зубчатыми венцами цевочного зацепления располагались сзади, а ленивцы были идентичны опорным каткам. Верхняя ветвь гусеницы поддерживалась тремя малыми цельнолитыми поддерживающими катками по каждому борту. Механизм натяжения гусеницы — винтовой; каждая гусеница состояла из 86 одногребневых траков шириной 650 мм.

### Электрооборудование
Электропроводка в САУ ИСУ-122-3 была однопроводной, вторым проводом служил бронекорпус машины. Источниками электроэнергии (рабочие напряжения 12 и 24 В) были генератор П-4563А с реле-регулятором РРА-24Ф мощностью 1 кВт и две последовательно соединённые аккумуляторные батареи марки 6-СТЭ-128 общей ёмкостью 128 А·ч. Потребители электроэнергии включали в себя:
- наружное и внутреннее освещение машины, приборы подсветки прицелов и шкал измерительных приборов;
- наружный звуковой сигнал и цепь сигнализации от десанта к экипажу машины;
- контрольно-измерительные приборы (амперметр и вольтметр);
- электроспуск пушки;
- средства связи — радиостанция и танковое переговорное устройство;
- электрика моторной группы — электродвигатель инерционного стартера, бобины свечей зимнего пуска двигателя и т. д.

### Средства наблюдения и прицелы
Все люки для входа и высадки экипажа, а также люк артиллерийской панорамы имели перископические приборы Mk IV для наблюдения за окружающей обстановкой изнутри машины (всего 3 штуки). Механик-водитель в бою вёл наблюдение через смотровой прибор с триплексом, который защищался броневой заслонкой. Этот смотровой прибор устанавливался в бронированном люке-пробке на лобовой бронеплите рубки слева от орудия. В спокойной обстановке этот люк-пробка мог быть выдвинут вперёд, обеспечивая механику-водителю более удобный непосредственный обзор с его рабочего места.
Для ведения огня самоходка оснащалась двумя орудийными прицелами — телескопическим СТ-18 для стрельбы прямой наводкой и панорамой Герца для стрельбы с закрытых позиций. Телескопические прицелы СТ-18 были градуированы на прицельную стрельбу на расстоянии до 1500 м. Однако дальность выстрела 122-мм пушки составляла до 16 км и для стрельбы на расстояние свыше 1500 м (как прямой наводкой, так и с закрытых позиций) наводчику приходилось использовать второй, панорамный прицел. Для обеспечения обзора через верхний левый круглый люк в крыше рубки панорамный прицел комплектовался специальным удлинителем. Для обеспечения возможности огня в тёмное время суток шкалы прицелов имели приборы подсветки.

### Средства связи
Средства связи включали в себя радиостанцию 10РК-26 и переговорное устройство ТПУ-4-БисФ на 4 абонента.
Радиостанция 10РК-26 представляла собой комплект из передатчика, приёмника и умформеров (одноякорных мотор-генераторов) для их питания, подсоединяемых к бортовой электросети напряжением 24 В.
10РК-26 с технической точки зрения являлась симплексной ламповой коротковолновой радиостанцией, работающей в диапазоне частот от 3,75 до 6 МГц (соответственно длины волн от 50 до 80 м). На стоянке дальность связи в телефонном (голосовом) режиме достигала 20—25 км, в движении она несколько уменьшалась. Бо́льшую дальность связи можно было получить в телеграфном режиме, когда информация передавалась телеграфным ключом азбукой Морзе или иной дискретной системой кодирования. Стабилизация частоты осуществлялась съёмным кварцевым резонатором, имелась также плавная подстройка частоты. 10РК-26 позволяла одновременно вести связь на двух фиксированных частотах (с упомянутой выше возможностью плавной подстройки); для их смены использовался другой кварцевый резонатор из 8 пар в комплекте радиостанции.
Танковое переговорное устройство ТПУ-4-БисФ позволяло вести переговоры между членами экипажа САУ даже в сильно зашумленной обстановке и подключать шлемофонную гарнитуру (головные телефоны и ларингофоны) к радиостанции для внешней связи.